# ۴۷ گاوران
۴۷ گاوران یک ستاره است که در صورت فلکی گاوران قرار دارد.